# Nazionale femminile under 23 di pallavolo dell'Egitto
La nazionale femminile under 23 di pallavolo dell'Egitto è una squadra africana composta dalle migliori giocatrici di pallavolo dell'Egitto con un'età inferiore di 23 anni ed è posta sotto l'egida della Federazione pallavolistica dell'Egitto.

## Risultati

### Campionato mondiale under 23
| Edizione | Piazzamento     | Formazione   |
| -------- | --------------- | ------------ |
| 2013     | non qualificata | -            |
| 2015     | 11º posto       | Convocazioni |
| 2017     | 9º posto        | Convocazioni |

### Campionato africano under 23
| Edizione | Piazzamento | Formazione   |
| -------- | ----------- | ------------ |
| 2014     | 1º posto    | Convocazioni |
| 2016     | 1º posto    | Convocazioni |